# سیارک ۱۸۹۱۰
سیارک ۱۸۹۱۰ (به انگلیسی: 18910 Nolanreis، نامگذاری:2000OR22) هجده هزار و نهصد و دهمین سیارک کشف شده‌است که در ۳۱ ژوئیه ۲۰۰۰ کشف شد.
قدر مطلق سیارک برابر ۱۸.۶ است.